# Nachyłek wielkokwiatowy
Nachyłek wielkokwiatowy (Coreopsis grandiflora) – gatunek rośliny z rodziny astrowatych. Występuje naturalnie w Ameryce Północnej. Rozpowszechniony jest w uprawie jako roślina ozdobna. Bylina, choć uprawiana zwykle jako roślina jednoroczna. Kwitnie od końca wiosny do połowy lata. 

## Morfologia
PokrójRoślina w zależności od odmiany osiąga od 30 do 90 cm wysokości.
ŁodygaSłabo owłosione pędy tworzą rozpierzchłą kępę. Łodygi kwiatostanowe są wzniesione lub wspierają się na roślinach sąsiednich.
KwiatyO żółtych płatkach, kwiaty języczkowe mają płatki u nasady często ciemniejsze.